# Cyril Monk

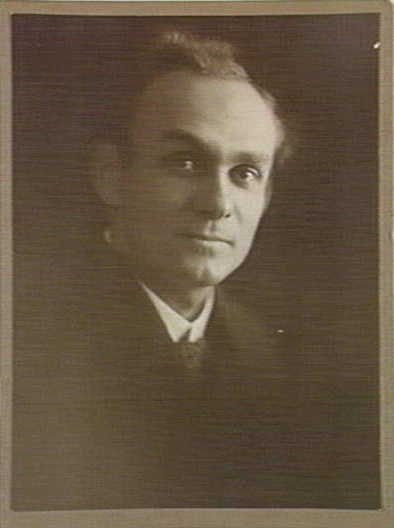
Cyril Monk um 1910–1913

Cyril Farnsworth Monk (* 9. März 1882 in Sydney; † 7. März 1970 ebenda) war ein australischer Geiger, Musikpädagoge und Komponist.
Monk erhielt im Alter von vier Jahren zunächst Klavierunterricht von seiner Mutter und war dann Geigenschüler von Samuel Chudleigh. Er trat bereits als Kind öffentlich auf und studierte später Musiktheorie bei Josef Kretschmann und Komposition bei Alfred Hill. 1894 gewann er die Goldmedaille beim Sydney Eisteddfod. Er spielte in der Saison 1901/02 in einem Orchester unter Leitung von Roberto Hazon und war von 1901 bis 1903 Erster Violinist der Sydney Philharmonic Society.
1904 reiste er nach London und setzte seine Ausbildung bei Guido Papini am College of Violinists fort; er besuchte in dieser Zeit auch Frankreich und Deutschland. 1906 schloss er das Studium mit einem Diplom und einer Goldmedaille ab und kehrte nach Sydney zurück. Dort begann er 1908 zu unterrichten und gründete 1910 das Austral String Quartet, dem auch Hill angehörte. Mit diesem führte er neue Werke von Komponisten wie Maurice Ravel, Claude Debussy, Darius Milhaud, Herbert Howells, York Bowen und Arthur Benjamin auf. 1913 heiratete er die Pianistin und Komponistin Varney Desmond.
Von 1916 bis 1955 unterrichtete Monk am New South Wales State Conservatorium of Music und leitete dessen Orchester unter drei Direktoren: Henri Verbrugghen, William Arundel Orchard und Edgar Bainton. Daneben war er von 1919 bis 1923 Erster Geiger des New South Wales State Orchestra. Er trat auch weiterhin als Solist auf und spielte u. a. 1923 Eugène Aynsley Goossens’ Violinsonate. Sein letztes öffentliches Konzert gab er 1927 mit dem Pianisten Francis Hutchins.
Danach widmete er sich verstärkt der Lehrtätigkeit. Er war Prüfer beim Australian Music Examinations Board, Mitglied des Federal Council of Music Teachers und Präsident der Musical Association of New South Wales. Zu Unterrichtszwecken arrangierte und komponierte er Violinwerke, darunter Fantasias on National Airs (1932).